# Tony Kemp
Pour les articles homonymes, voir Kemp.
Anthony Allen Kemp (né le 31 octobre 1991 à Franklin, Tennessee, États-Unis) est un joueur de deuxième but et de champ extérieur des Astros de Houston de la Ligue majeure de baseball.

## Carrière
Joueur des Commodores de l'Vanderbilt, Tony Kemp est choisi par les Astros de Houston au 5e tour de sélection du repêchage amateur de 2013.
Il fait ses débuts dans le baseball majeur le 17 mai 2016 avec Houston et dispute 59 matchs des Astros cette saison-là. Il réussit un coup de circuit mais sa moyenne au bâton n'est que de ,217. 